# Franz-Alexander Bernhardt
Franz-Alexander Bernhardt (* 6. Februar 1951 in Hamburg) ist ein deutscher Politiker der CDU und ehemaliges Mitglied der Hamburgischen Bürgerschaft.

## Leben und Politik
Franz-Alexander Bernhardt ist studierter Diplom-Ingenieur. Nach dem Studium arbeitet er als Einkaufsleiter.
Von 1974 bis 1984 gehörte Bernhardt, mit Ausnahme einiger Monate 1982, der Bezirksversammlung Harburg an. Vom Juni bis zum Dezember 1982 und vom 5. März 1984, als er für Hans Christoph von Rohr nachrückte, bis 1993 war er Mitglied der Hamburgischen Bürgerschaft. Für seine Fraktion saß er im Umweltausschuss, Ausschuss für Hafen, Wirtschaft und Landwirtschaft, sowie im Ausschuss für Vermögen und öffentliche Unternehmen. Er war gesundheitspolitischer Sprecher der CDU in der Bürgerschaft. Von 2004 bis 2008 war er erneut Bezirksabgeordneter in Harburg.